# Grammoechus spilotus
Grammoechus spilotus là một loài bọ cánh cứng trong họ Cerambycidae.